# سپنو
سپنو (به لهستانی:  Sepno) یک روستا در لهستان است که در گمینا کامینگتس واقع شده‌است. سپنو ۴۹۲ نفر جمعیت دارد.